# Субэтнос

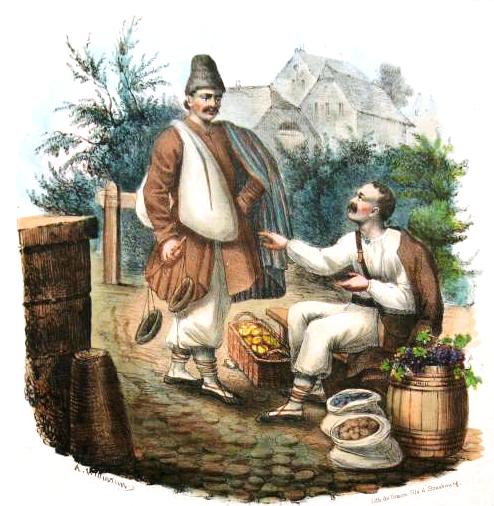
Бойки

Субэ́тнос (также субэтни́ческая гру́ппа) — компактно проживающее сообщество людей, которые принадлежат к большему народу (этносу), но отличаются особенностями своей культуры, языком (диалект), более поздним, чем в момент зарождения общего этноса, географическим происхождением, и осознают это отличие.
Субэтническая группа имеет самоназвание, а её члены испытывают двойственную принадлежность — к этносу и субэтносу одновременно (например, нагайбаки среди татар, дигорцы среди осетин, южнобережцы среди крымских татар.

## Происхождение термина
Термин «субэтническая группа» (фр. sous-groupe ethnique, англ. sub-ethnic group) употреблялся во франкоязычной литературе с XIX века, в англоязычной литературе с начала XX века, зачастую обозначая этнические группы внутри расы.
Термин «субэтнос» был введён Л. Н. Гумилёвым в его пассионарной теории этногенеза для обозначения этнической системы, являющейся элементом структуры этноса. Внутри субэтноса Гумилёвым выделяются консорции и конвиксии.
По Гумилёву, важный признак устойчивости этноса — наличие разнообразных субэтносов, которые делят между собой функции, находясь в отношениях симбиоза. Путём неантагонистического соперничества субэтносы делают внутреннюю структуру этноса наиболее гибкой, не нарушая его единства.

## Образование субэтносов
Субэтнические группы возникают:
- как следствие территориального отделения части народа (так называемые этнотерриториальные группы, например, походчане);
- из предшествовавшего племенного деления или незавершенности ассимиляции (так называемые этногенетические группы, например, тоджинцы среди тувинцев, мишари среди татар, сарт-калмыки среди киргизов);
- вследствие особого социального положения (этносоциальные группы, например, тептяри среди татар);
- из-за религиозных отличий (этноконфессиональные группы, например, латгальцы, старообрядцы, езиды)
- как следствие различий в этническом поведении (например, в использовании этнического языка в повседневном общении или в общении с представителями других этнических групп)[3].

## Примеры субэтносов
Примеры субэтносов: поморы, старообрядцы. В этносе может выделяться правящий (доминирующий) субэтнос.
Субэтносы могут выступать в различной форме — как этнографические группы, живущие на определённой территории, как сословия, как конфессиональные общины и так далее. Но критерием их выделения всегда служат поведенческие особенности и противопоставление остальным членам этноса (на основе взаимной симпатии членов субэтноса) при сохранении этнического единства.